# Kevinge gård

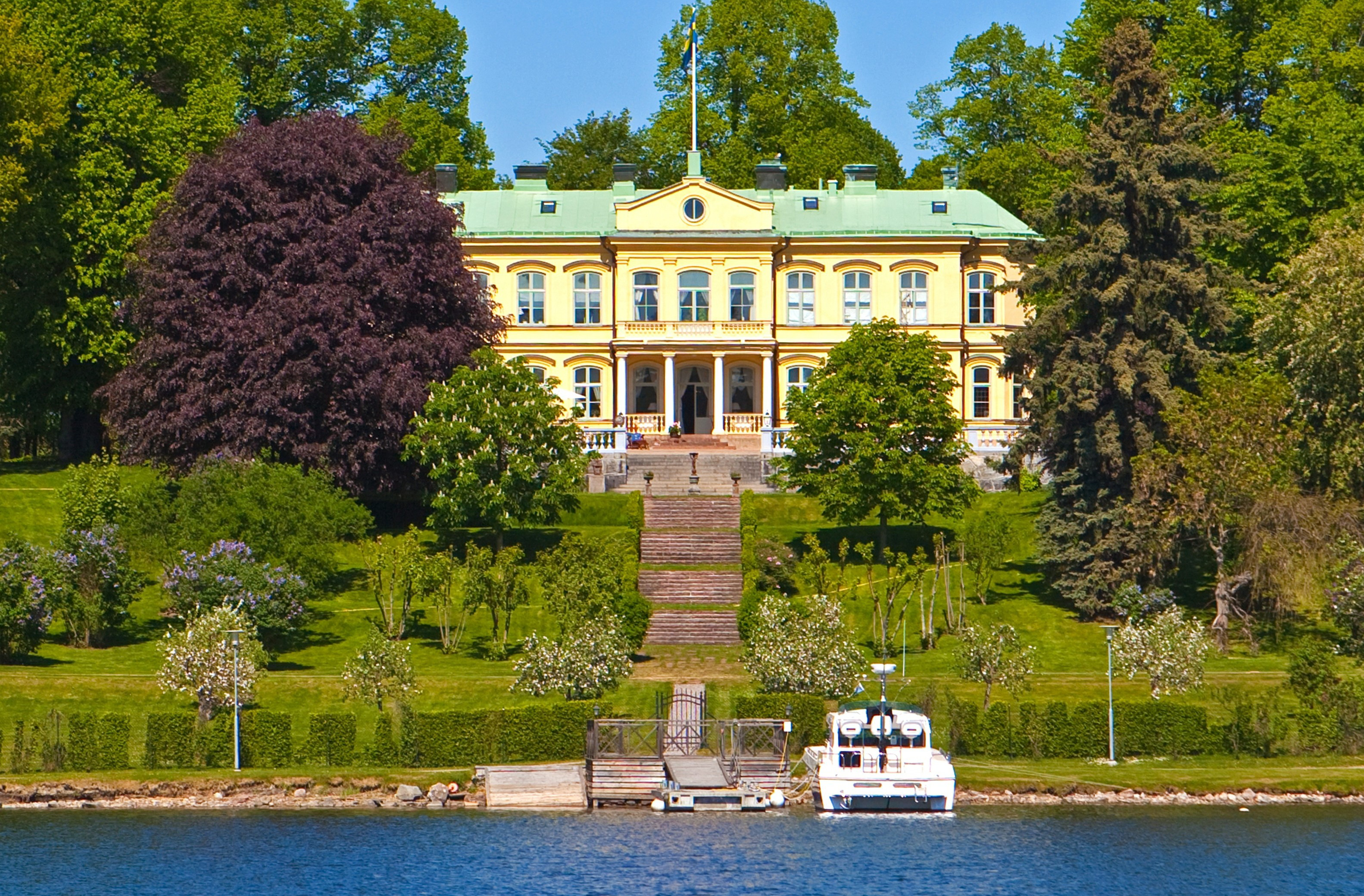
Kevinges huvudbyggnad, vy över Edsviken, 2012.

Kevinge gård är en herrgård och ett tidigare säteri belägen vid Edsviken i Danderyds kommun, strax norr om Stockholm. Den har genom åren varit bondehemman, förläning, och ägdes en tid av Danderyds kommun. Sedan 2004 är huvudbyggnaden privatbostad.

## Historik

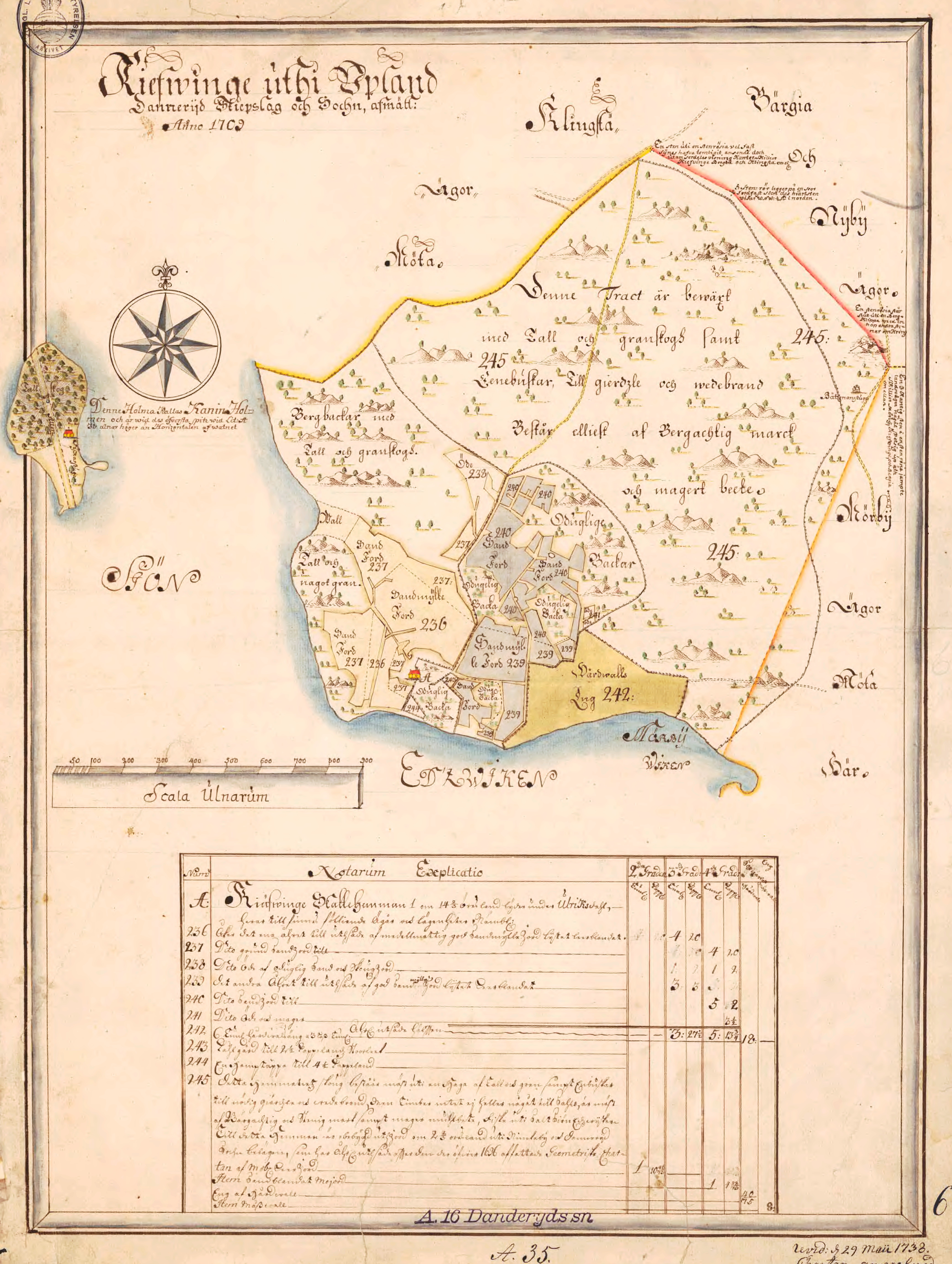
Kevinge skattehemman 1709.

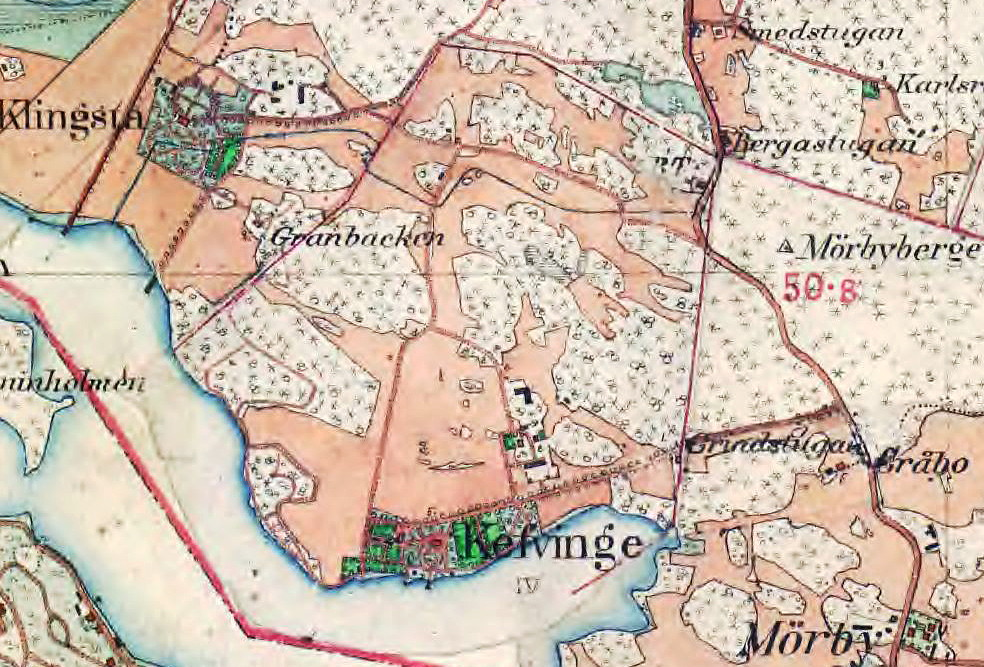
Kevinges ägor cirka 1900.

Kevinge är en av de tiotalet gårdar i Danderyd som man tror varit befolkade sedan vikingatiden. På en avsats ovanför Edsvikens strand ligger Kevinge gravfält. På gravfältet kan man idag urskilja sju stensättningar.
Kevinge gård med tillhörande marker tillhörde på 1600-talet Djursholms slott men indrogs 1695 till kronan och lades under Ulriksdals kungsgård. Kevinge utarrenderades av Kommerskollegium 1791 på 50 år till guld- och silversmeden Petter Eneroth som förband sig att låta uppföra en sätesgård av sten (nuvarande huvudbyggnad) och anlägga en trädgård. Arrendet uppgick till 111 riksdaler årligen. Enligt traditionen hade Gustav III egenhändigt gjort ett utkast till byggnaden.
Eneroths arvingar överlät arrendet och sålde husen 1818 till justitierådet Gabriel Poppius. Genom kvittning av skattefordringar fick Poppius förvärva även jorden 1834. Han var vid sidan av sin ämbetsmannabana en föregångsman inom odlingsområdet som ivrade för ett rationellare jordbruk i Sverige. Han grep sig an odlingarna med stor frenesi och gjorde Kevinge till en mönstergård. På gårdens dåvarande ägor står Berzelii ek, som är naturminnesförklarad men numera i dåligt skick, en så kallad "trädruin". Gabriel Poppius dotter, Elisabet Johanna (Betty), gifte sig 1835 med kemisten Jöns Jacob Berzelius. Enligt sägnen skedde förlovningen under den eken. Paret Berzelius vistades långa tider på Kevinge som utgjorde deras sommarresidens.
Gabriel Poppius arvingar sålde Kevinge 1857 till grosshandlaren Carl Petter Möller för 60 500 riksdaler riksmynt. 1856 övertog damskräddaren Otto Gustaf Bobergh egendomen. Bobergh hade som delägare i modefirman Worth et Bobergh tjänat en förmögenhet i Napoleon III:s Paris. Han slog sig ner på Kevinge och satte sin prägel på gårdens byggnader. Efter arkitekt Johan Fredrik Åboms ritningar moderniserades och nyinreddes nu huvudbyggnaden med bland annat biljardsalong och ateljé. Även de båda flygelpaviljongerna i schweizerstil nere vid Edsviken uppfördes under Boberghs tid. Han lät också bygga en stor ladugård med bottenvåning i gråsten och övervåning i korsvirke (sedan 1930-talet klubbhuset för Stockholms GK). Konstnärskretsen kring kung Karl XV samlades ofta sommartid hos den gästfrie Parissvensken. Efter Boberghs död 1882 beboddes Kevinge av hans änka, skådespelerskan Therèse Björklund. När hon gick bort 1918 köptes egendomen av affärsmannen Torsten Ax:son Johnson, son till skeppsredaren Axel Johnson.

### Kevinges vidare öden
År 1931 sålde Torsten Ax:son Johnson 120 tunnland av Kevinges marker till Stockholms GK. Kevinges ladugård och stall byggdes om till klubbhus. Den nya golfbanan kunde invigas 1932. År 1957 inköptes Kevinge gårds huvudbyggnad av Stockholms läns landsting som där drev en sjuksköterskeskola under några år. Landstinget hade undervisningssalar och studentrum där det 1997 uppfördes ett radhusområde. Sedan fanns det planer på att riva herrgårdsbyggnaden, men Kevinge gård räddades, renoverades och är idag privatbostad.

## Nutida bilder

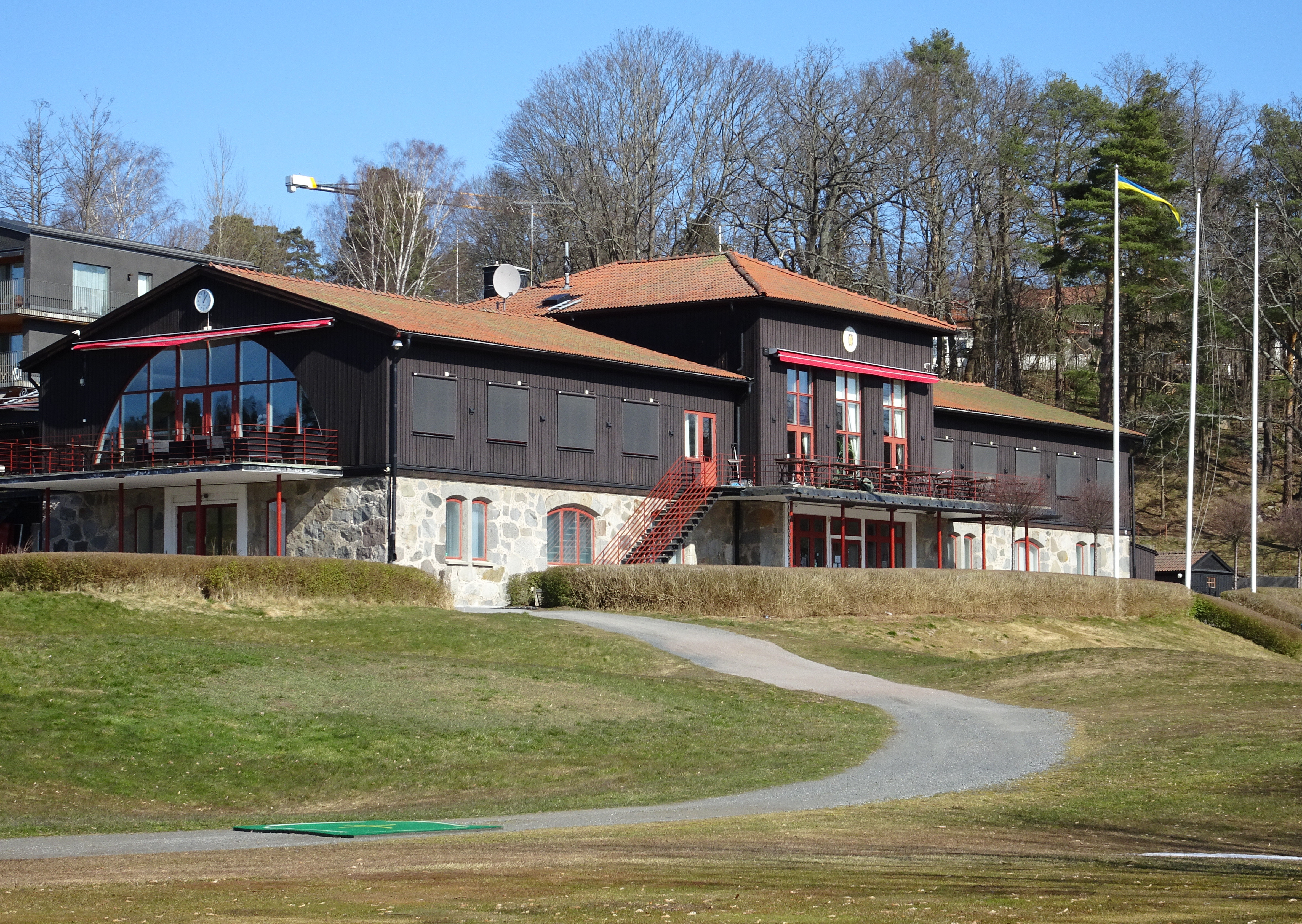
Kevinges gamla ladugård, nu klubbhus för Stockholms GK.
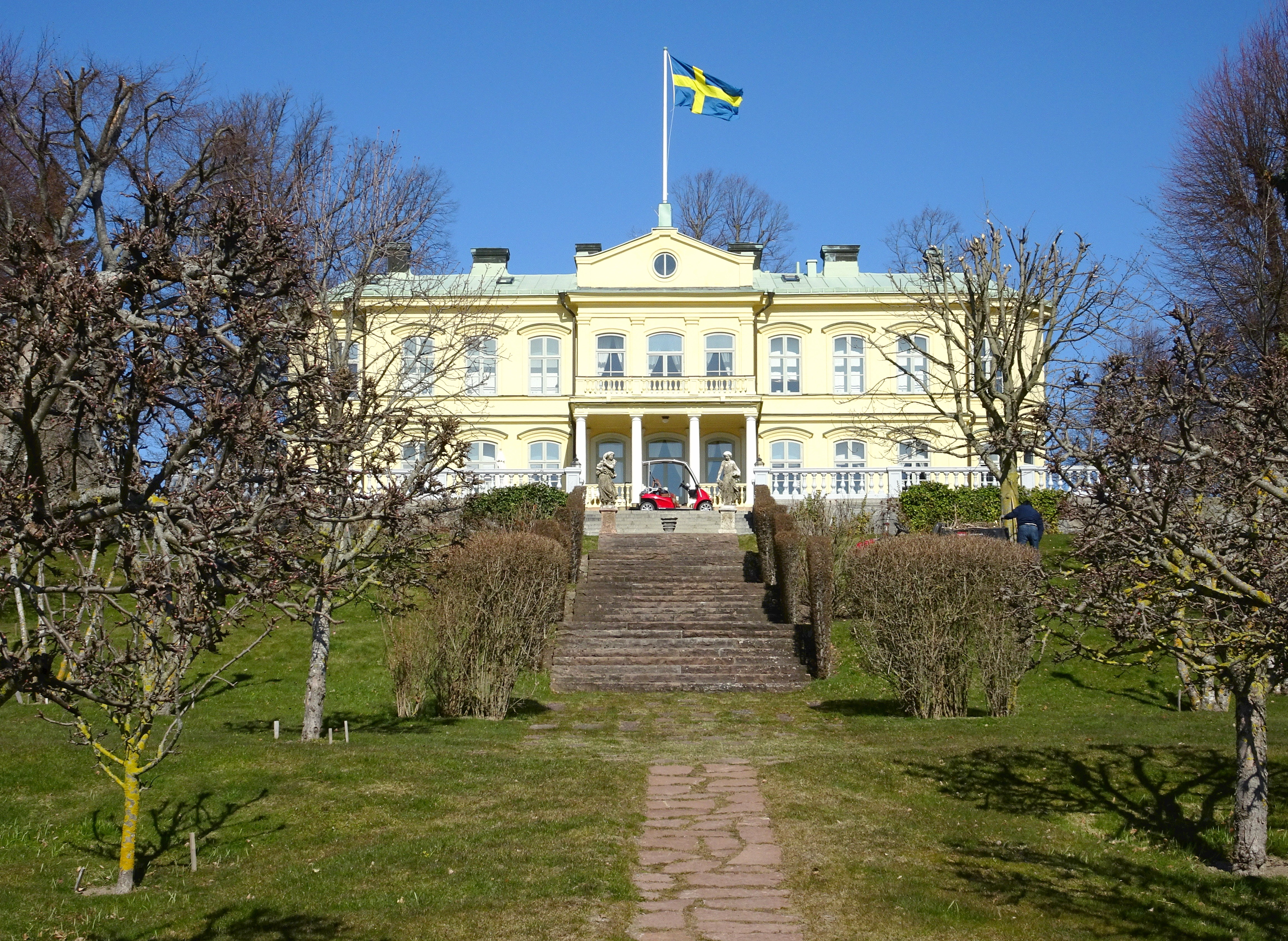
Huvudbyggnaden från söder.
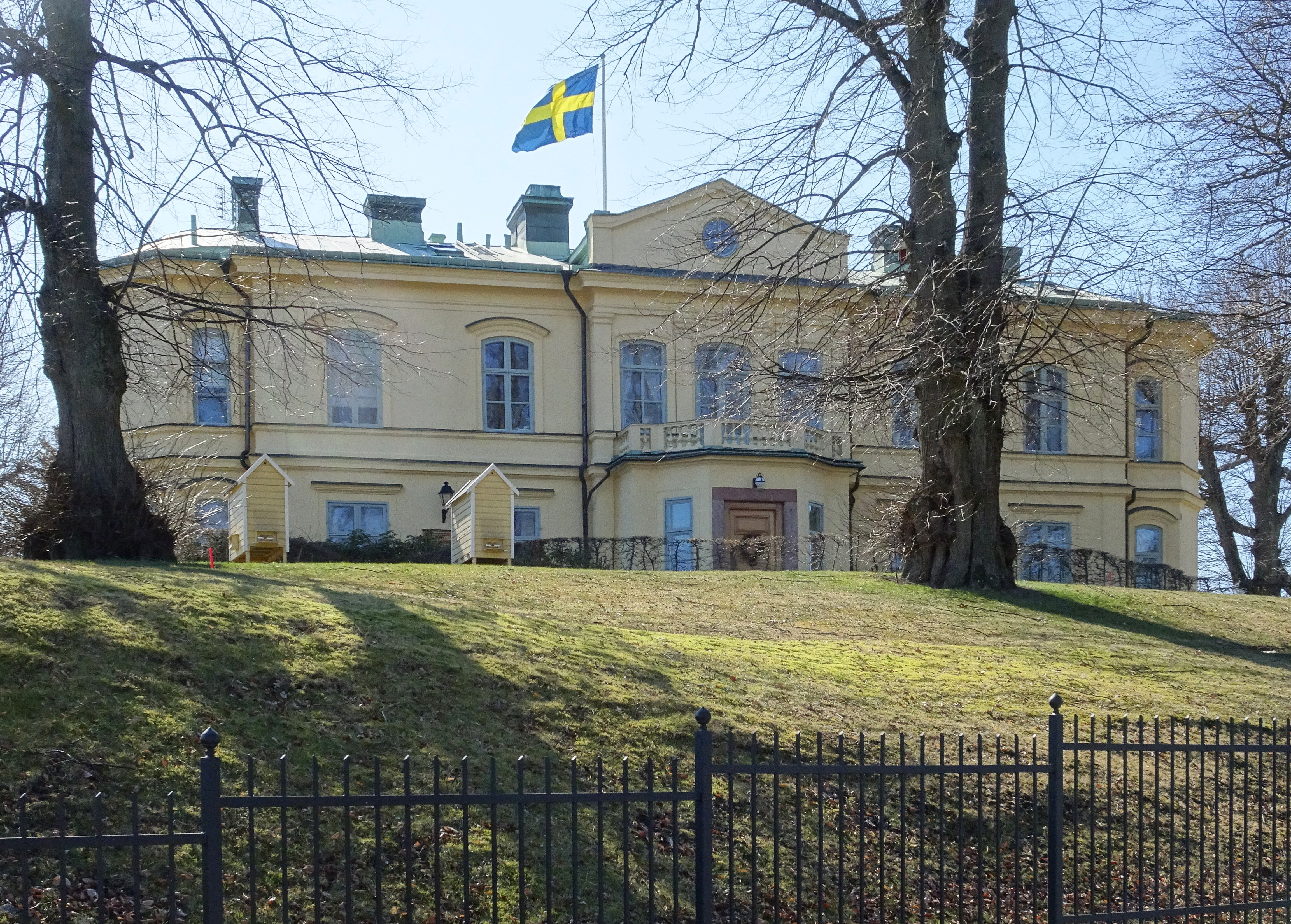
Huvudbyggnaden från norr.
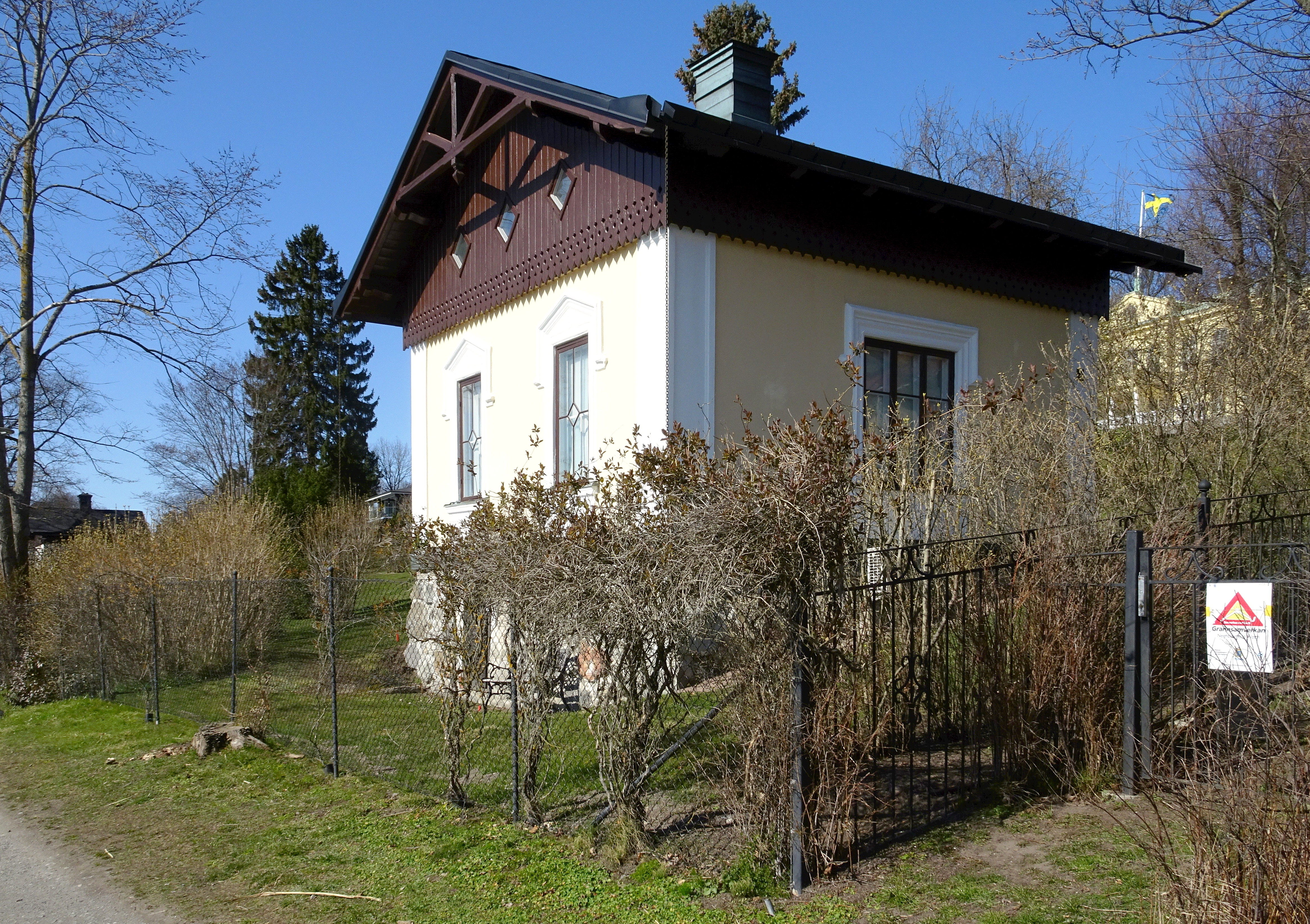
En av två flygelpaviljonger vid Edsviken.
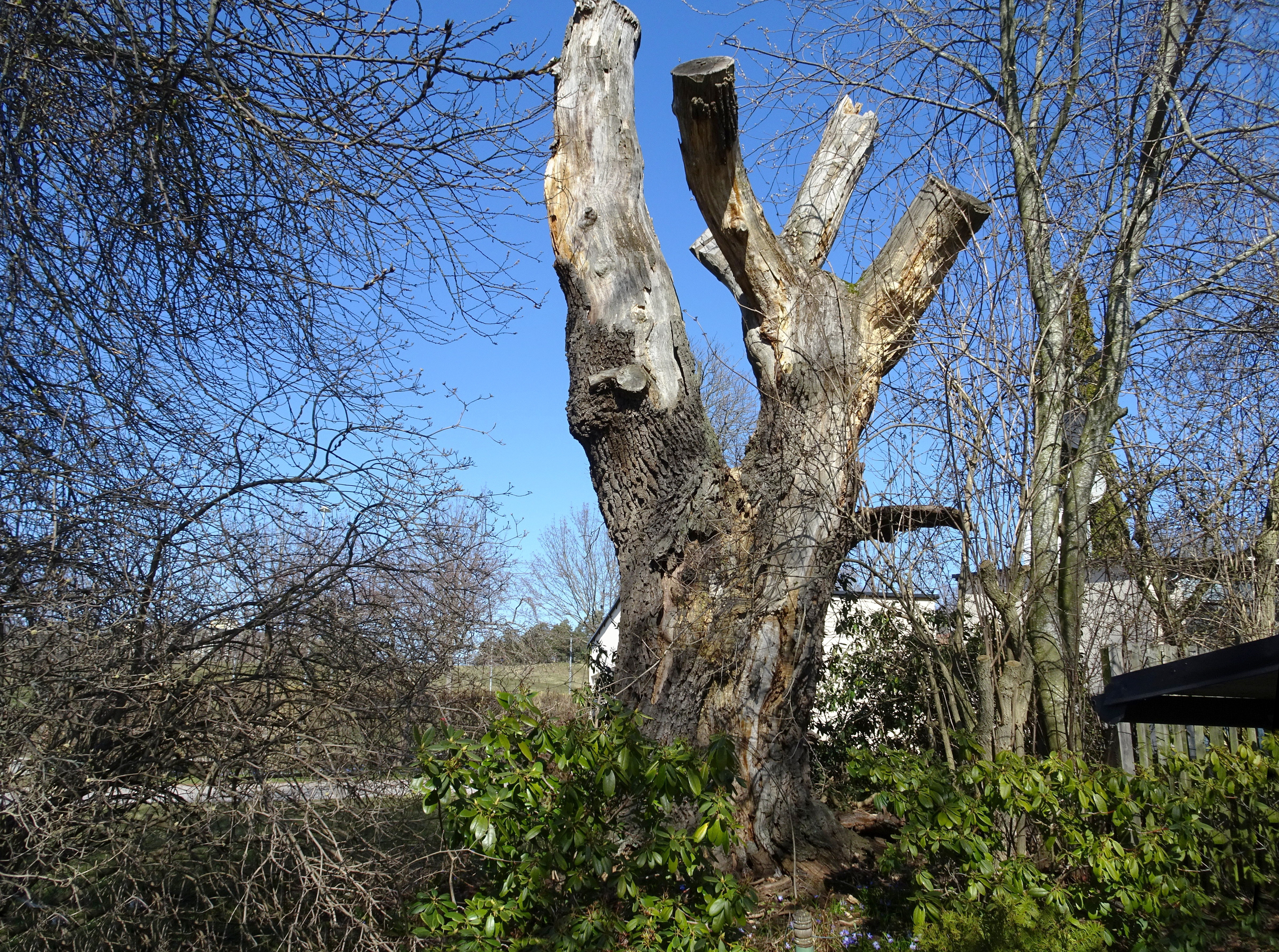
Berzelii ek vid Kevinge strand nr 9.